# Paul Child
Paul Child (Birmingham, 8 dicembre 1952) è un ex calciatore e allenatore di calcio inglese naturalizzato statunitense.

## Carriera

### Calciatore

#### Club
Giunge negli Stati Uniti d'America in prestito dagli inglesi dell'Aston Villa nella stagione 1972 all'Atlanta Chiefs. Con gli Chiefs ottiene il terzo posto della Southern Division. La stagione seguente ritorna, questa volta a titolo definitivo, nel club di Atlanta, che nel frattempo a cambiato denominazione in Apollos, con cui chiude la stagione al terzo ed ultimo posto della Southern Division.
Nella stagione 1974 passa ai San Jose Earthquakes, società in cui militerà sino alla stagione 1979. Con i californiani otterrà come miglior piazzamento il raggiungimento delle semifinali del torneo nella North American Soccer League 1976 ed il titolo di miglior marcatore nella North American Soccer League 1974. Con 61 reti segnate Child è il miglior marcatore in assoluto dei San Jose Earthquakes e per questo è inserito nella "hall of fame" del club. 
Con gli Earthquakes vinse anche la stagione NASL indoor 1975.
Dopo un breve trasferimento nei belgi dell'Union Royale Namur, Child torna a giocare negli Stati Uniti d'America per i Memphis Rogues nella stagione 1980, chiusa al quarto ed ultimo posto della Central Division.
Sempre nel 1980 Child torna ai rinati Atlanta Chiefs, con cui, dopo aver giocato nella stagione indoor, raggiunge gli ottavi di finale nella North American Soccer League 1981.
Tra il 1981 ed il 1990 Child gioca in vari club impegnati nei campionati indoor, ad esclusione della stagione 1982, quando milita nei Carolina Lightnin', impegnato nella American Soccer League.

#### Nazionale
Child nel 1973 indossò la maglia degli USA in tre occasioni.

### Allenatore
Ritiratosi dal calcio giocato Child allenò i Pittsburgh Stingers ed i Detroit Safari prima di divenire assistente allenatore dei Pittsburgh Riverhounds.

## Statistiche

### Cronologia presenze e reti in Nazionale
| Cronologia completa delle presenze e delle reti in nazionale ― Stati Uniti | Cronologia completa delle presenze e delle reti in nazionale ― Stati Uniti | Cronologia completa delle presenze e delle reti in nazionale ― Stati Uniti | Cronologia completa delle presenze e delle reti in nazionale ― Stati Uniti | Cronologia completa delle presenze e delle reti in nazionale ― Stati Uniti | Cronologia completa delle presenze e delle reti in nazionale ― Stati Uniti | Cronologia completa delle presenze e delle reti in nazionale ― Stati Uniti | Cronologia completa delle presenze e delle reti in nazionale ― Stati Uniti |
| Data                                                                       | Città                                                                      | In casa                                                                    | Risultato                                                                  | Ospiti                                                                     | Competizione                                                               | Reti                                                                       | Note                                                                       |
| -------------------------------------------------------------------------- | -------------------------------------------------------------------------- | -------------------------------------------------------------------------- | -------------------------------------------------------------------------- | -------------------------------------------------------------------------- | -------------------------------------------------------------------------- | -------------------------------------------------------------------------- | -------------------------------------------------------------------------- |
| 5-8-1973                                                                   | Windsor                                                                    | Canada                                                                     | 0 – 2                                                                      | Stati Uniti                                                                | Amichevole                                                                 | -                                                                          |                                                                            |
| 10-8-1973                                                                  | San Francisco                                                              | Stati Uniti                                                                | 0 – 4                                                                      | Polonia                                                                    | Amichevole                                                                 | -                                                                          | 60’                                                                        |
| 12-8-1973                                                                  | New Britain                                                                | Stati Uniti                                                                | 1 – 0                                                                      | Polonia                                                                    | Amichevole                                                                 | -                                                                          | 46’                                                                        |
| Totale                                                                     |                                                                            | Presenze                                                                   | 3                                                                          |                                                                            | Reti                                                                       | 0                                                                          |                                                                            |

## Palmarès

### Calcio

#### Individuale
- Capocannoniere della NASL: 1

1974 (20 gol)

### Indoor soccer
- NASL Indoor: 1

San Jose Earthquakes: 1975